# Helmovka ředkvičková
Helmovka ředkvičková (Mycena pura) je drobná, hojně rozšířená, slabě jedovatá houba s narkotickými účinky z čeledi Mycenaceae (helmovkovité).

## Synonyma
- Agaricus purpureus (Bolton) 1788
- Agaricus purus (Pers.) 1794
- Gymnopus purus (Pers.) Gray 1821
- Agaricus ianthinus (Fr.) 1821
- Mycena ianthina (Fr.) P. Kumm. 1871
- Agaricus pseudopurus (Cooke) 1882
- Mycena pseudopura (Cooke) Sacc. 1887
- Prunulus purus (Pers.) Murrill 1916
- Poromycena pseudopura (Cooke) Singer 1945

## Popis
Klobouk je v mládí zvoncovitý, s průměrem 2–5 cm. Časem se stává plošším, tenčím a hladším a ve stáří je zvlněný. Barvy jsou různé v závislosti na míře vlhkosti. Obvykle je růžově béžový až fialově hnědavý. Za sucha bledne.
Hymenofor má barvu bílou, našedlou až do fialova a široké lupeny.
Třeň bývá stejně zbarvený jako klobouk nebo o něco tmavší. Jeho povrch je vláknitý. Má válcovitý až mírně kyjovitý tvar a v dospělosti je dutý. Je vysoký 3,5–8 cm a 0,3–0,8 cm široký.
Dužnina je křehká, vodnatá a má výraznou ředkvovou chuť i vůni.

## Výskyt
Roste převážně na podzim, ale můžeme na ni narazit i na přelomu jara a léta. Vyskytuje se velmi hojně, jednotlivě nebo ve skupinách, v opadu v listnatých i jehličnatých lesích. Roste na pařezech a na tlejícím dřevě, často v drobných trsech. Je to ubikvist, což znamená schopnost se vyskytovat na nejrůznějších stanovištích.

## Záměna
Zaměnit ji můžeme s dalšími druhy rodu helmovka: s helmovkou zoubkatou (Mycena pelianthina), která se odlišuje purpurově černým ostřím na lupenech,
helmovkou narůžovělou (Mycena rosea), ta je větší a bez fialových odstínů. Dále za
helmovku nafialovělou (Mycena pearsoniana), která je naopak drobnější a má sbíhavé lupeny. Další možná záměna je s helmovkou dvojvonnou (Mycena diosma), kterou poznáme díky její tmavší barvě a pásovanému okraji.

## Galerie

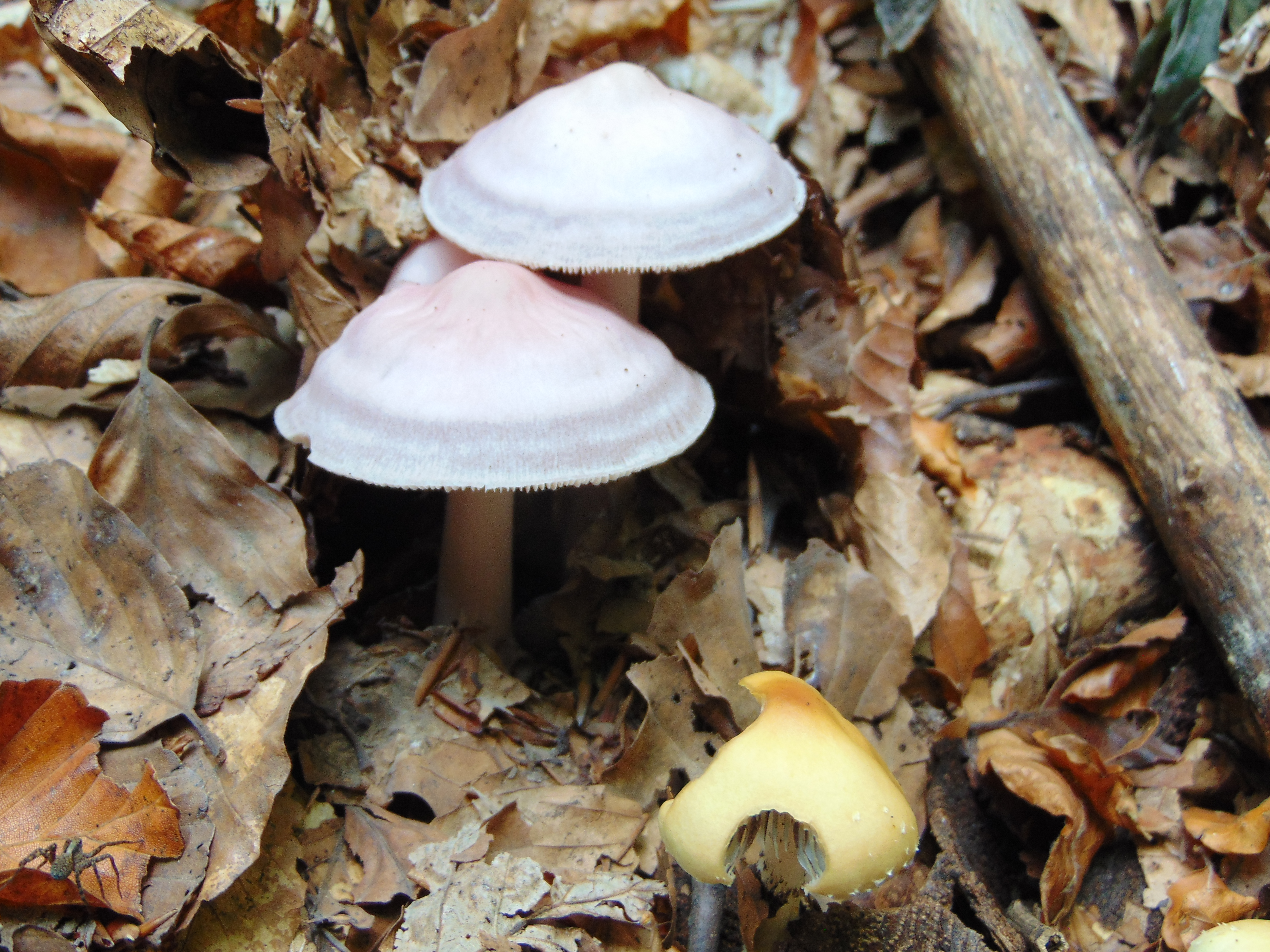
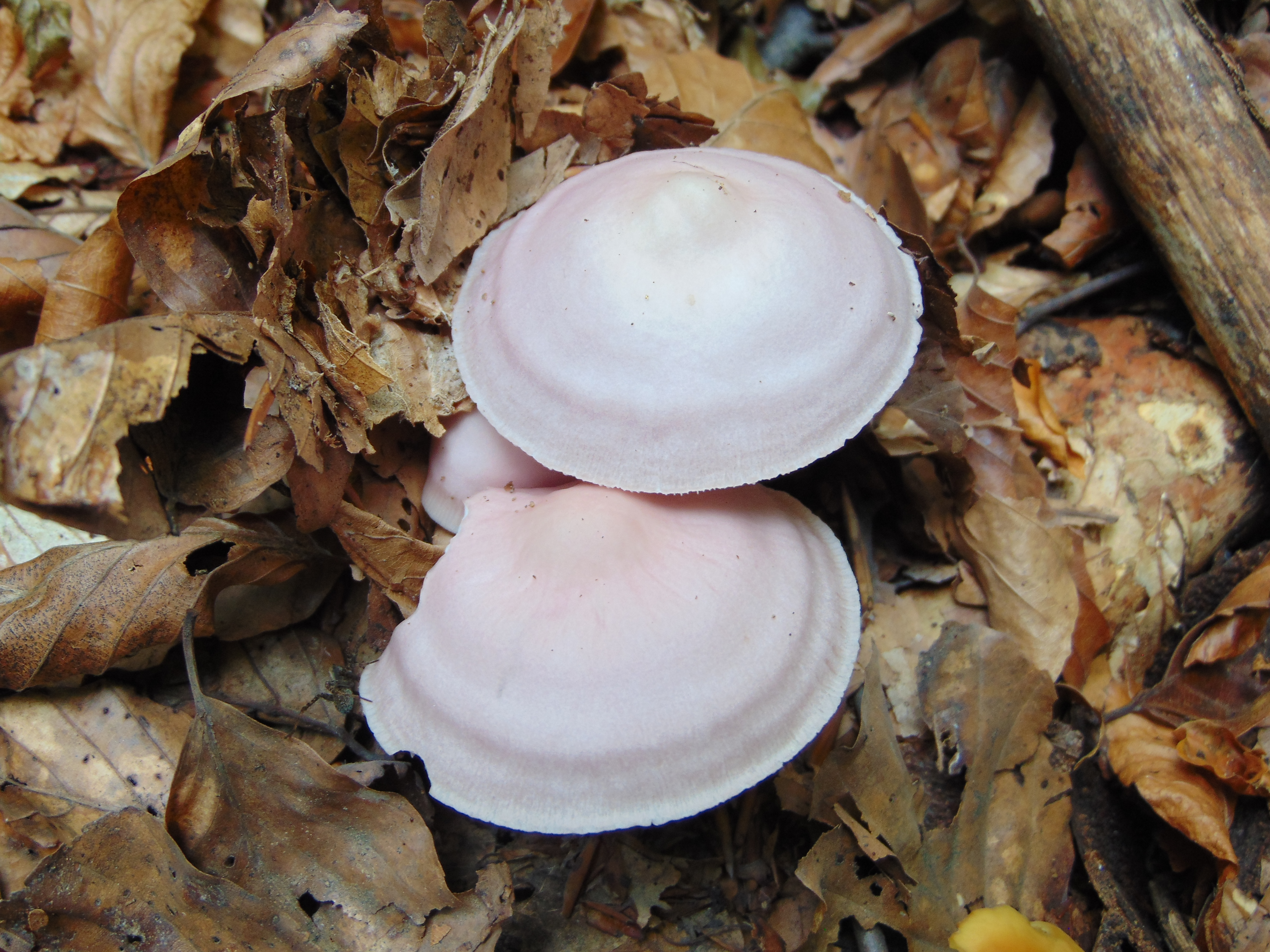
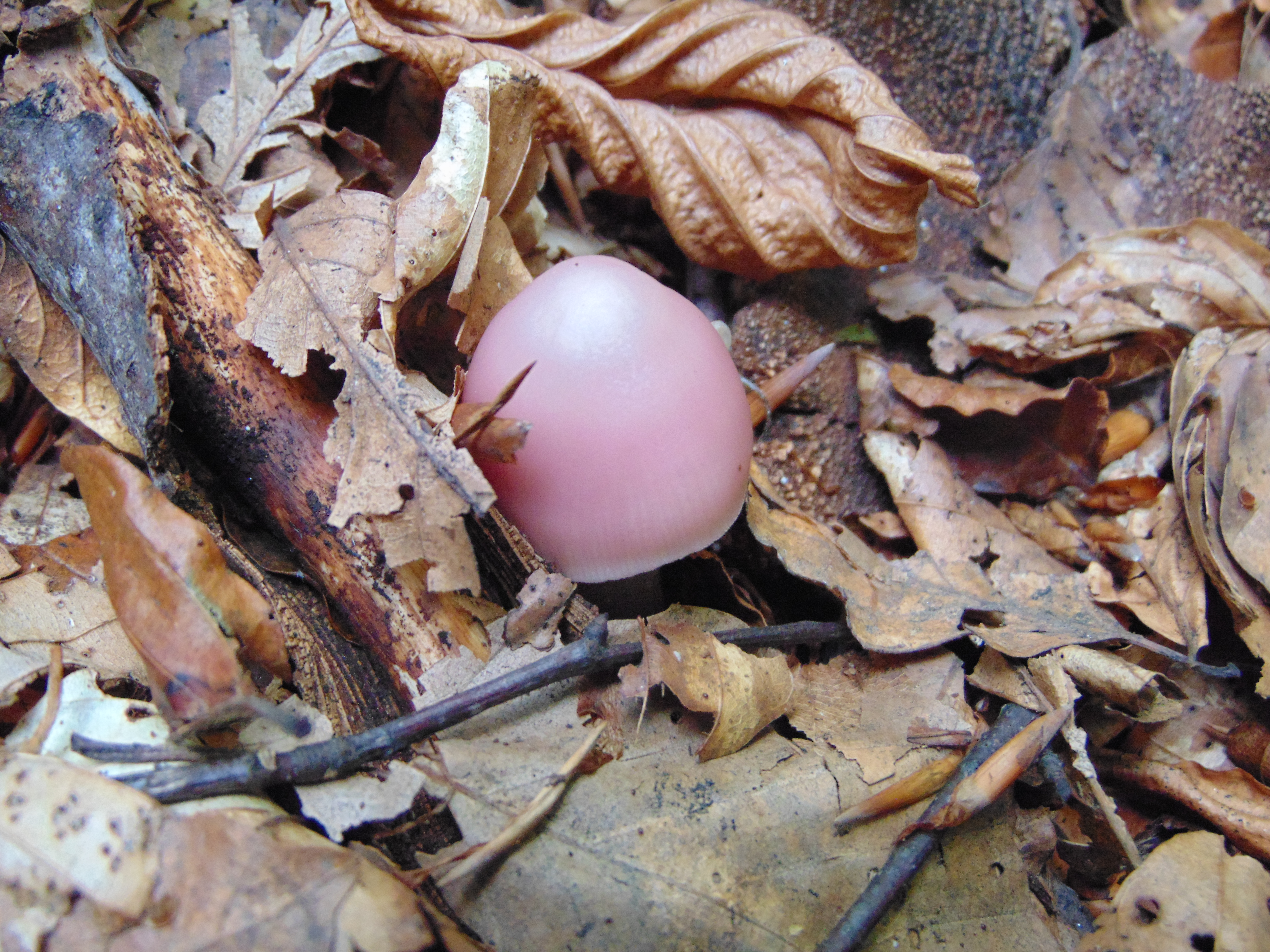
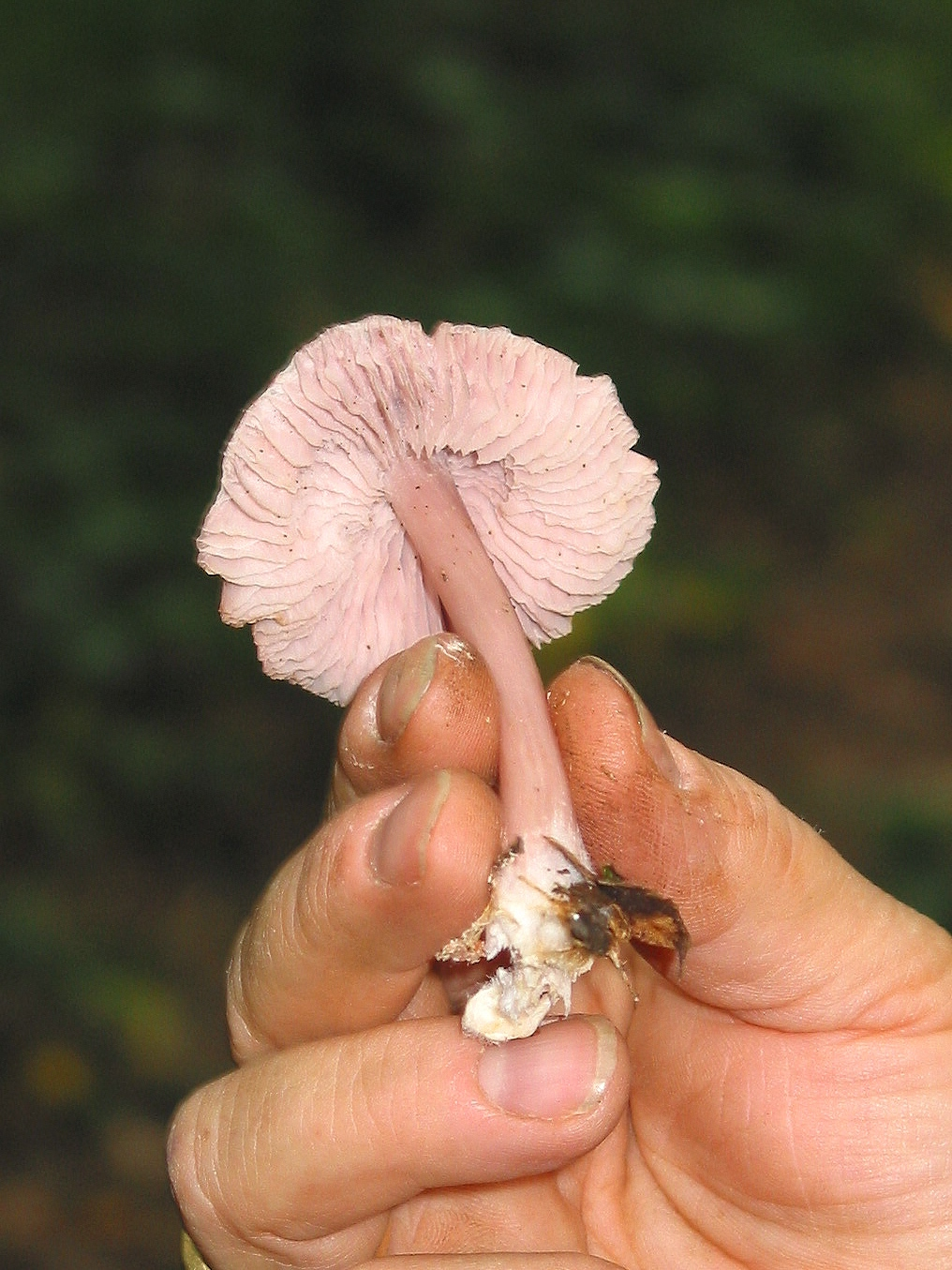
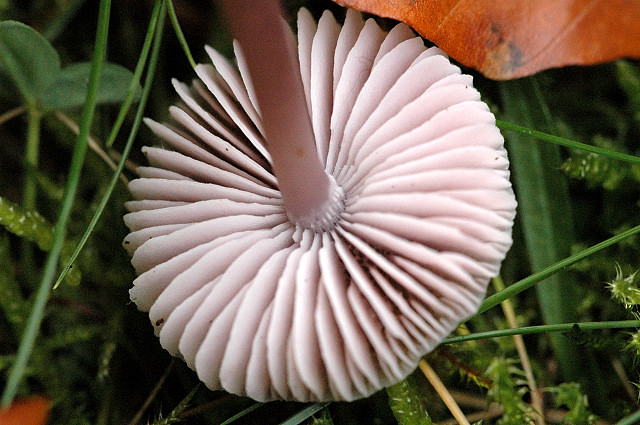